# Belladonna (companie)
Belladonna este un lanț de farmacii din România, înființat în anul 2001.
Număr de farmacii:
- 2013: 83 [1]
- 2012: 57 [2]